# Pavonia glechomoides
Pavonia glechomoides är en malvaväxtart som beskrevs av A. St.-hil.. Pavonia glechomoides ingår i släktet påfågelsmalvor, och familjen malvaväxter. Inga underarter finns listade i Catalogue of Life.

## Bildgalleri

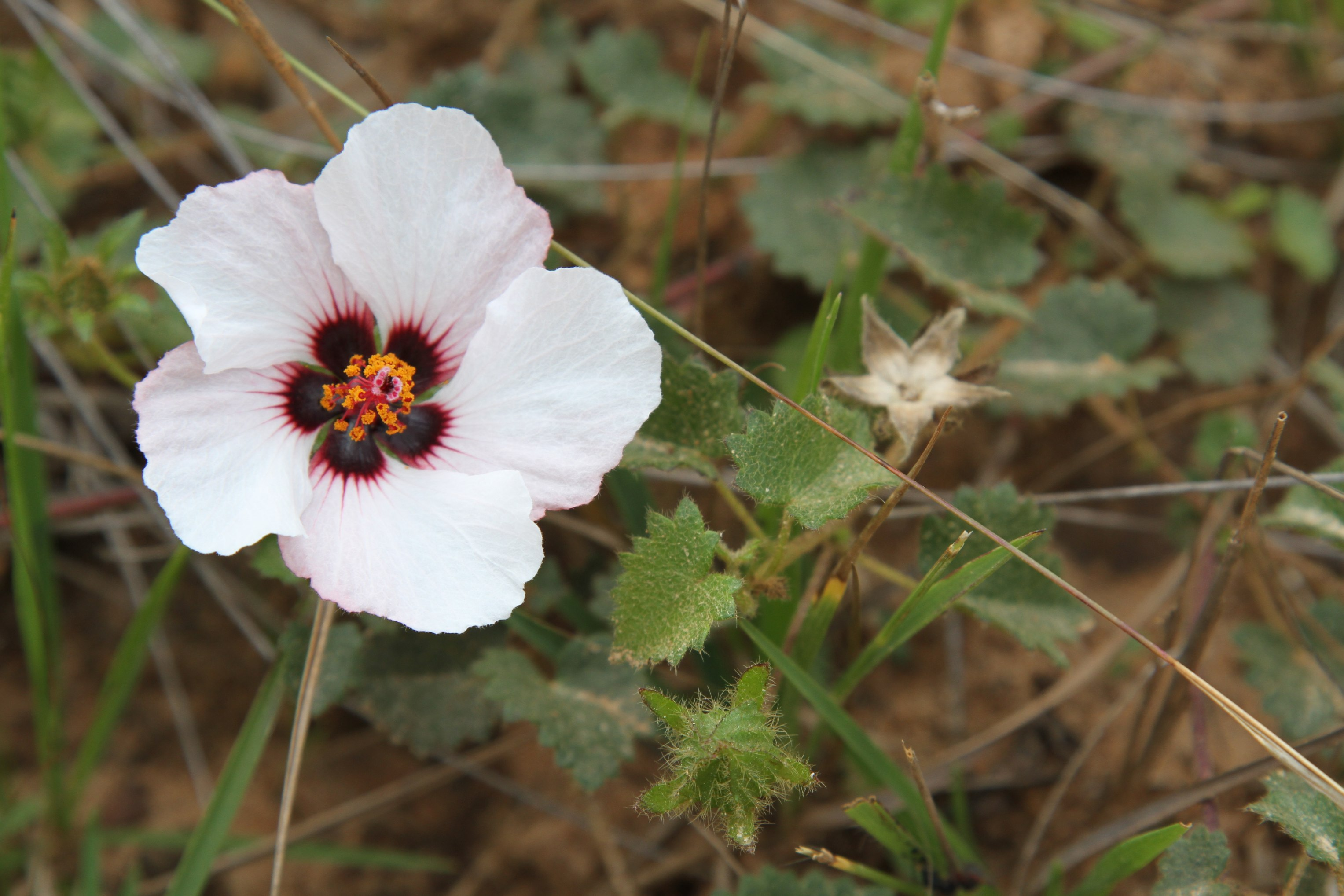